# Jordanoleiopus niger
Jordanoleiopus niger är en skalbaggsart som beskrevs av Stefan von Breuning 1969. Jordanoleiopus niger ingår i släktet Jordanoleiopus och familjen långhorningar. Inga underarter finns listade i Catalogue of Life.